# … Erbin sein – dagegen sehr
… Erbin sein – dagegen sehr ist eine zwölfteilige deutsche Fernsehserie mit Heidi Kabel als Heimkehrerin, die das Mietshaus ihrer Tante geerbt hat und sich dort einigen Problemen entgegenstellt. Drehort war das Mehrfamilienhaus Abendrothsweg 55 im Hamburger Stadtteil Hoheluft-Ost.

## Handlung
Die 62-jährige Lisa Boysen kehrt nach langen Jahren aus dem kanadischen Ausland nach Hamburg zurück, um das Mietshaus ihrer verstorbenen Tante im Stadtteil Eppendorf zu übernehmen. Bereits bei ihrer Ankunft am Hafen verpasst sie ihre Familie am Treffpunkt. So macht sie sich alleine zum Mietshaus auf, das auch eine Kneipe beherbergt. Diese wird von ihrem Sohn und ihrer Schwiegertochter betrieben. Doch zum Glück kann die Familienzusammenführung dort gefeiert werden. Aber nicht nur ein Rohrbruch in der leeren Mietwohnung am nächsten Tag macht ihr zu schaffen. Immobilienmakler Rollin hat bereits drei Wohnungen von ihrer Tante unter zweifelhaften Bedingungen abgekauft, um diese für seine Zwecke zu renovieren. Die noch dort wohnenden Mieter, unter anderen eine Wohngemeinschaft junger Studenten, sind dagegen. Mit Hilfe ihres alten Anwalts Dr. Möller kommt sie dem trughaften Spiel Rollins auf die Spur. Nebenbei stört sich eine Mieterin an allerlei Dingen im Haus und versucht mit intriganten Methoden, die Mieter aus dem Haus zu vertreiben.